# Crypturellus transfasciatus
Crypturellus transfasciatus là một loài chim trong họ Tinamidae.